# Néstor Herrera Heredia
Néstor Rafael Herrera Heredia (Pujilí, 23 de octubre de 1933) es un eclesiástico católico ecuatoriano. Fue obispo de Machala, entre 1982 a 2010. Fue presidente de la CEE, entre 2005 a 2008.

## Biografía
Néstor Rafael nació el 23 de octubre de 1933, en el cantón ecuatoriano de Pujilí. Hijo primogénito de 10 hermanos, de la familia católica Herrera Heredia.
Realizó su formación primaria en la Escuela Pedro Vicente Maldonado, de su pueblo natal. Realizó su formación secundaria, en el Seminario Menor San Luis de Quito. Realizó su formación superior en el Seminario Mayor de Quito y en la Pontificia Universidad Gregoriana; donde realizó la licenciatura en Teología.

### Sacerdocio
Su ordenación sacerdotal fue el 21 de julio de 1957.
Como sacerdote desempeñó los siguientes ministerios:
- Vicario parroquial en Santa Clara, de San Millán, Pujilí y Tabacundo.
- Párroco en Alluriquín, Angamarca y Latacunga.
- Rector del Seminario Mayor de Quito.
- Responsable de la Oficina de Clero, Vocaciones y Seminarios, en la CEE.

### Episcopado
Obispo de Machala
El 14 de enero de 1982, el papa Juan Pablo II lo nombró Obispo de Machala. Fue consagrado 14 de febrero del mismo año, en el Colegio Hermano Miguel de Latacunga, a manos del obispo José Mario Ruiz Navas.
- Presidente de las Comisiones de Ministerios y Vida Consagrada y de Catequesis, en la CEE.
- Delegado algunas ocasiones al Sínodo y al CELAM.
- Presidente de la Conferencia Episcopal Ecuatoriana (2005-2008).[2]

Renuncia
En 2009, presentó su renuncia como lo establece el Código de Derecho Canónico. El 22 de febrero de 2010, el papa Benedicto XVI aceptó su renuncia como obispo de Machala, nombrado a su sucesor al mismo tiempo.

## Publicaciones
Ha realizado varias publicaciones, entre las que se destacan:
- El Ministerio Sacerdotal como Servicio.[2]
- Ministerios y ministerio.

Y también varios artículos en revistas.